# PSR J1921+2153
PSR B1919+21 (nach neuerer Namenskonvention PSR J1921+2153) ist der erste entdeckte Pulsar. Er hat eine Periode von 1,337 s. Er befindet sich im Sternbild Fuchs bei Rektaszension 19h 21m 44,8s  und Deklination +21° 53′ 02″. Er wurde 1967 von Jocelyn Bell Burnell entdeckt.

## Eigenschaften
PSR B1919+21 strahlt Radiowellen im Frequenzbereich von 85 MHz bis 2,7 GHz ab. Die Periodendauer des Pulsars beträgt 1,337301192269 Sekunden (am 13. April 1970 um 22:48) und nimmt um 1,34809·10−15 Sekunden pro Sekunde (42,54 Nanosekunden pro Jahr) zu. Die Pulslänge misst 0,04 s.

## Entdeckungsgeschichte
PSR B1919+21 wurde am 28. November 1967 von der Doktorandin Jocelyn Bell entdeckt. Mit ihrem Doktorvater Antony Hewish untersuchte sie Szintillationen (scheinbare Änderung der Strahlungsintensität) von Radiosignalen, um Quasare aufzuspüren. Da Quasare kompakte Radioquellen sind, ist die Szintillation bei ihnen stärker ausgeprägt als bei ausgedehnten Objekten. Hewish hatte zu diesem Zweck ein Radioteleskop an der Universität Cambridge entworfen und gebaut. Dieses Teleskop – es war im Juli 1967 in Betrieb genommen worden – produzierte täglich etwa 30 Meter Datenblätter, die von Bell manuell ausgewertet wurden. Noch im Sommer 1967 entdeckte sie in den aufgezeichneten Radiosignalen untypische Schwankungen, die Hewish zunächst für Störungen durch vorbeifahrende Autos hielt – auch eventuelle Signal-Reflexionen vom Mond oder von Satelliten, die das empfindliche Teleskop hätten stören können, wurden in Betracht gezogen und untersucht.
Die Regelmäßigkeit der Impulse und die kurze Periodendauer von etwas mehr als einer Sekunde schienen zunächst auf eine nicht-natürliche Ursache hinzudeuten. Da Hewish und Bell errechneten, dass sich die Quelle außerhalb des Sonnensystems, aber noch innerhalb der Milchstraße befindet, sie aber nach wie vor davon ausgingen, dass die Signale künstlichen Ursprungs waren, zogen sie die Entdeckung einer außerirdischen Intelligenz in Betracht. Sie tauften die Signalquelle daher intern auf den Namen „LGM-1“ („Little Green Man 1“, eine inoffizielle Bezeichnung, die für die ersten Pulsare noch angewendet wurde), offiziell erhielt sie die Bezeichnung CP 1919, was Cambridge Pulsar mit α=19h19m bedeutet.
Wären die Signale tatsächlich von Außerirdischen gesendet worden, so hätten sie gemäß Doppler-Effekt eine spektrale Verschiebung aufweisen müssen, da der Planet der Außerirdischen sich wie die Erde um einen Stern hätte bewegen müssen. Es konnte jedoch kein Doppler-Effekt nachgewiesen werden, so dass Außerirdische als Urheber ausgeschlossen werden konnten. Als Hewish die bisherigen Ergebnisse im Februar 1968 veröffentlichte, war noch immer nicht klar, welches Objekt die Radiopulse aussandte. Letztlich wiesen die Astronomen Franco Pacini und Thomas Gold theoretisch nach, dass es sich bei dem Pulsar um einen Neutronenstern handelt – ein erst seit 1934 hypothetisch bekanntes Objekt.

## Nobelpreisvergabe
Für die Entdeckung des Pulsars erhielt Antony Hewish 1974 den Nobelpreis für Physik. Jocelyn Bell wurde bei der Preisvergabe nicht berücksichtigt – eine Entscheidung, die damals durchaus umstritten war.

## Kulturelle Verarbeitung
Die britische Post-Punk-Band Joy Division verwendete ein Bild der Radiopulse dieses Pulsars als Cover für ihr Debütalbum Unknown Pleasures im Jahr 1979. Entnommen wurden die Abbildung für das Cover der Cambridge Encyclopedia of Astronomy, die sie wiederum aus der Doktorarbeit von Harold Craft Jr. aus dem Jahr 1970 nachdruckte.